# داغ‌اوی (اردهان)
داغ‌اوی (به ترکی استانبولی: Dağevi) یک منطقهٔ مسکونی در ترکیه است که در اردهان واقع شده‌است.